# Tripod
Tripod（トライポッド）は、ライコスにより提供されているフリーウェブサービス。
1992年にウィリアムス大学のメンバーにより作られ、1998年にライコスにより買収された。
日本版のTripodは、2002年に楽天のライコスジャパンの子会社化によりinfoseek iswebと合併。日本での提供は終了している。